# Idzi Matyśkiewicz
Idzi Matyśkiewicz (ur. 29 sierpnia 1875 w Krępie, zm. 13 kwietnia 1942 w Ostrowie) – polski działacz społeczny, polityk ruchu ludowego.

## Życiorys
Syn Karola i Elżbiety. W Ostrowie uczęszczał do szkoły podstawowej. W 1906 wybrany został naczelnikiem gminy Krępa. Funkcję tę pełnił przez 14 lat. W latach 1918–1919 zasiadał w Powiatowej Radzie Ludowej w Ostrowie. Był animatorem ruchu śpiewaczego w Krępie, prowadził tam amatorską grupę teatralną. Uczestnik wydarzeń Republiki Ostrowskiej.
24 kwietnia 1919 został członkiem zarządu Narodowego Stronnictwa Ludowego, z którego wkrótce wystąpił. Był współtwórcą Zjednoczenia Włościan, którego 27 maja 1919 został wiceprezesem. W listopadzie 1920 ZW połączyło się z PSL „Piast”, w którym Idzi Matyśkiewicz został wiceprezesem oddziału poznańskiego. 18 grudnia 1927 wystąpił z partii, po konflikcie z Wincentym Witosem. Uczestniczył w ponownej secesji ZW w 1928. Wkrótce wycofał się z życia politycznego. Zamordowany przez Niemców podczas okupacji.
Od 1904 był żonaty z Cecylią Sikorą, z którą miał siedmioro dzieci (pięć córek i dwóch synów). 
Uhonorowany ulicą swojego imienia w Ostrowie.